# 말레이시아 국립은행

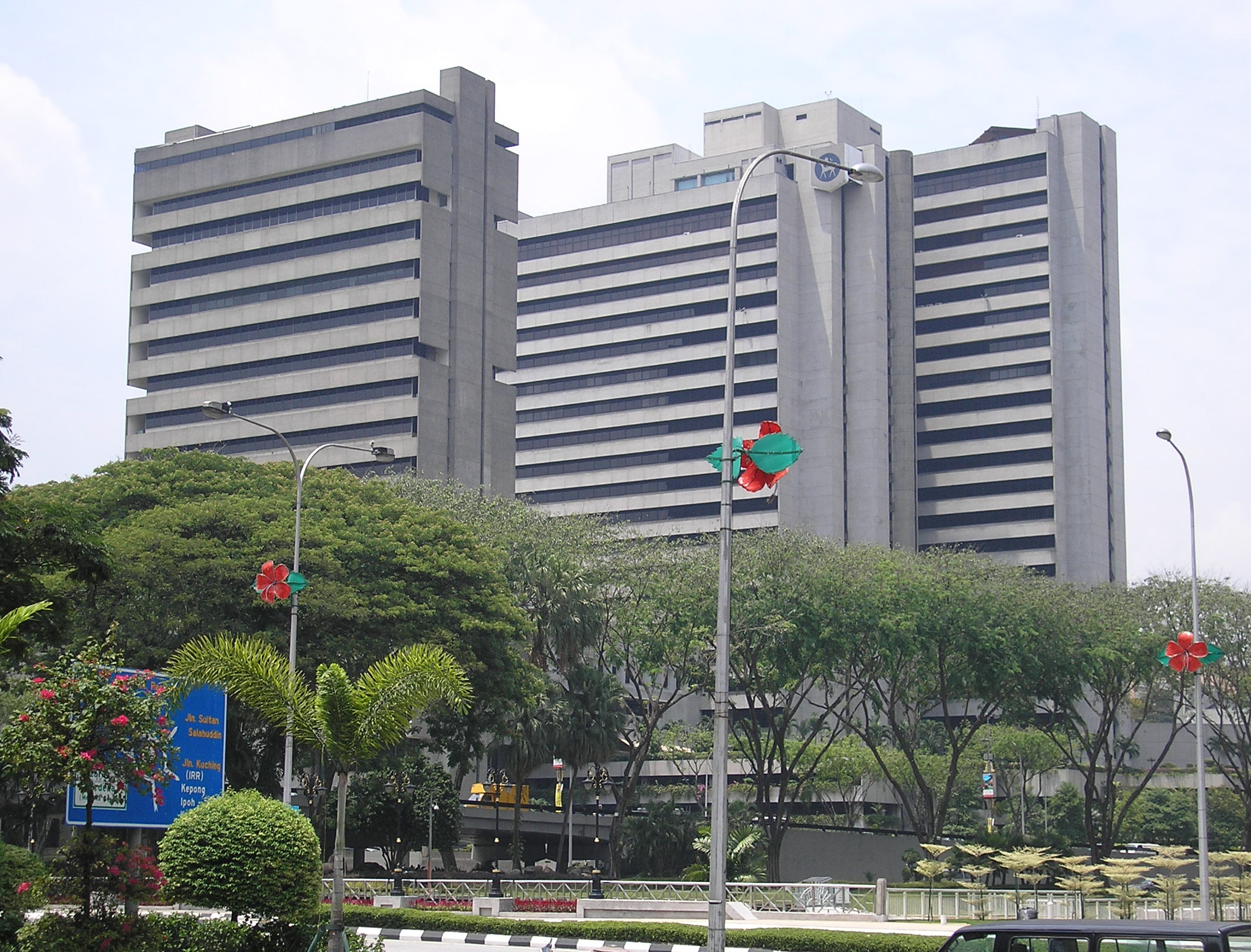
BNM의 본사는 쿠알라룸푸르에 위치해 있다.

말레이시아 국립은행(말레이어: Bank Negara Malaysia, BNM, 방크 네가라 말레이시아, 영어: Central Bank of Malaysia)은 말레이시아의 중앙은행이다. 1959년 1월 26일 "Bank Negara Tanah Melayu"라는 이름으로 설립되었으며, 주 목적은 통화를 발행하고 말레이사아 정부의 뱅커 및 고문 역할을 하면서 국가의 금융 기관, 신용 제도, 통화 정책을 규제하는 것이다.
이 은행은 금융 포용 정책을 개발하고 있으며 금융 포용 연합의 중요 구성원이다.

## 외환 보유고
| 31 July 2004     | 54,000,000,000 미국 달러  |
| 31 December 2004 | 66,000,000,000 미국 달러  |
| 31 July 2005     | 78,000,000,000 미국 달러  |
| 31 March 2007    | 88,000,000,000 미국 달러  |
| 31 July 2007     | 99,000,000,000 미국 달러  |
| 31 December 2007 | 101,000,000,000 미국 달러 |
| 31 March 2008    | 120,000,000,000 미국 달러 |
| 30 December 2008 | 92,000,000,000 미국 달러  |